# Vigo Lomaso
Vigo Lomaso è una frazione di 243 abitanti del comune di Comano Terme, nella Provincia di Trento.

## Storia
Vigo Lomaso fu abitato ancora in epoca preistorica come testimonia il ritrovamento di fine Ottocento di un insediamento palafitticolo risalente al X secolo a.C.
- Castel Spine Il castello fu edificato dalla Magnifica Comunità Lomasina alla fine del XII secolo come rifugio per la popolazione nel caso di guerre. Originariamente era chiamato Comendone.

Tra gli edifici più importanti del paese spiccano la villa vittoriana dell'onorevole Luca Carli e la pieve di San Lorenzo, la più antica pieve trentina seconda soltanto al duomo di Trento.
La chiesa del paese, dedicata a San Lorenzo martire, risale al 1206; è la più antica delle Giudicarie.

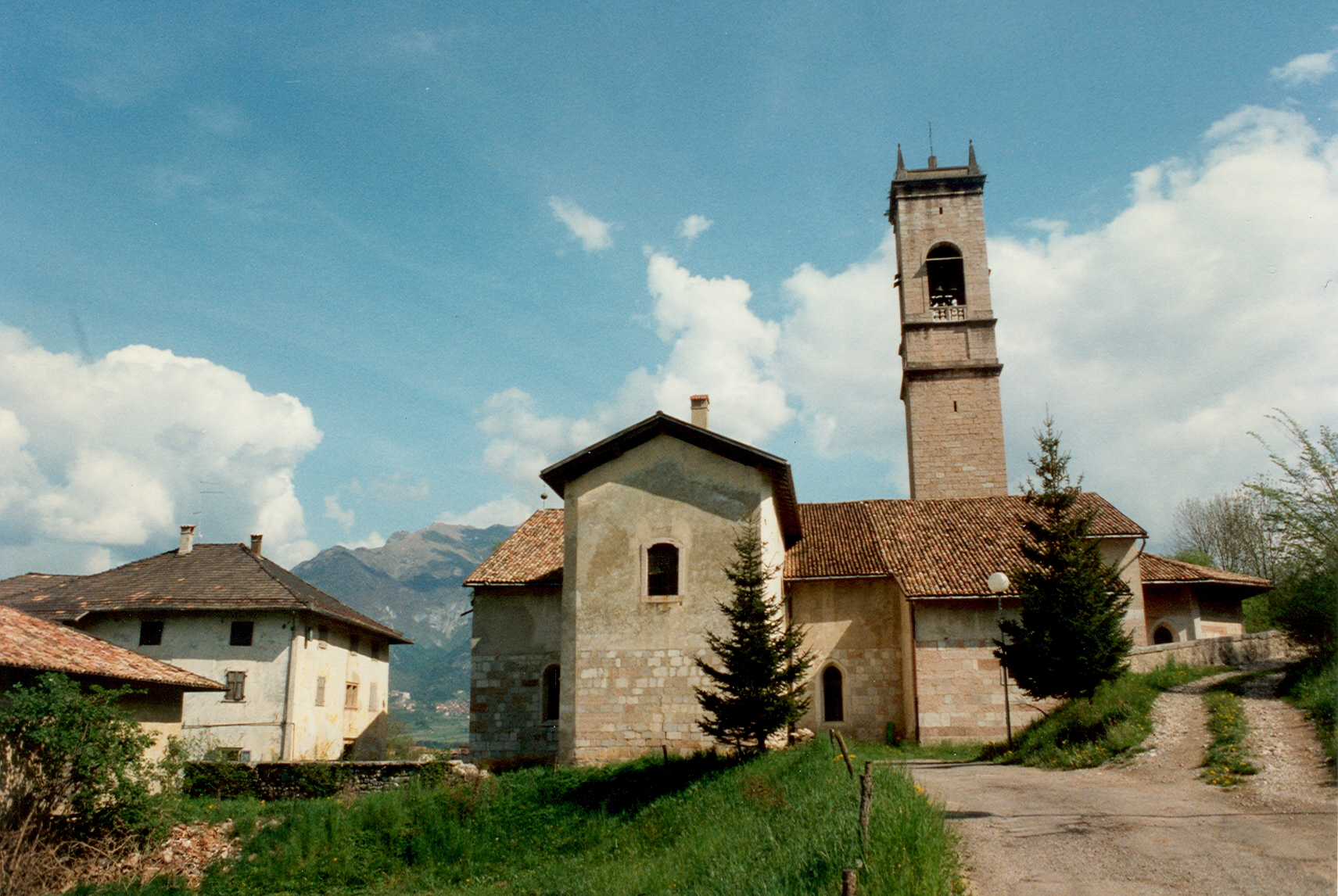
Chiesa pievana di S. Lorenzo a monte del paese

La Carta da Regola di Vigo Lomaso, in 78 capitoli, reca la data del 22 settembre 1757, con l'aggiunta del vescovo Sizzo dell'aprile 1767 e si richiama ai capitoli confermati nel 1472 e nel 1499.
Tra gli altri edifici è presente la casa natia di Bernardino Dal Ponte,tirolese di lingua italiana, protagonista della rivolta antifrancese in Trentino (allora Tirolo meridionale) e di don Lorenzo Guetti, padre fondatore della cooperazione trentina.  Proprio il fondatore della cooperazione trentina riportò sui giornali di fine ottocento due avvenimenti straordinari per il piccolo paese di Vigo Lomaso: la sostituzione della campana della chiesa e la nascita di una nuova cooperativa.
Nel 1915 l'imperial-regio esercito austroungarico vi costruì un aeroporto che rimase operativo fino al 1918.